# Alabama State Route 23
Die Alabama State Route 23 (kurz AL 23) ist eine in Ost-West-Richtung verlaufende State Route im US-Bundesstaat Alabama.
Die State Route beginnt am U.S. Highway 11 östlich von Springville und endet nach 19 Kilometern in Ashville an den U.S. Highways 231 und 411.

## Verlauf
Ab der Abzweigung vom U.S. Highway 11 verläuft die AL 23 zunächst in südöstliche Richtung und trifft nach etwa einem Kilometer auf die Interstate 59. Nach einigen Kilometern führt sie in nordöstliche Richtung und passiert im Süden den über 1000 Meter hohen Barker Mountain. Östlich von Cool Springs durchquert die Straße das Bucks Valley und endet schließlich im Zentrum von Ashville.